# Columella (protista)
Columella es un género de foraminífero bentónico considerado homónimo posterior de Columella Westerlund, 1878, y sustituido por Biarritzina de la subfamilia Rupertininae, de la familia Victoriellidae, de la superfamilia Planorbulinoidea, del suborden Rotaliina y del orden Rotaliida. Su especie tipo era Columella carpenteriaeformis. Su rango cronoestratigráfico abarca desde el Luteciense hasta el Bartoniense (Eoceno medio).

## Clasificación
Columella incluía a la siguiente especie:
- Columella carpenteriaeformis †